# Sternopriscus multimaculatus
Sternopriscus multimaculatus är en skalbaggsart som först beskrevs av Clark 1862.  Sternopriscus multimaculatus ingår i släktet Sternopriscus och familjen dykare. Inga underarter finns listade i Catalogue of Life.

## Bildgalleri

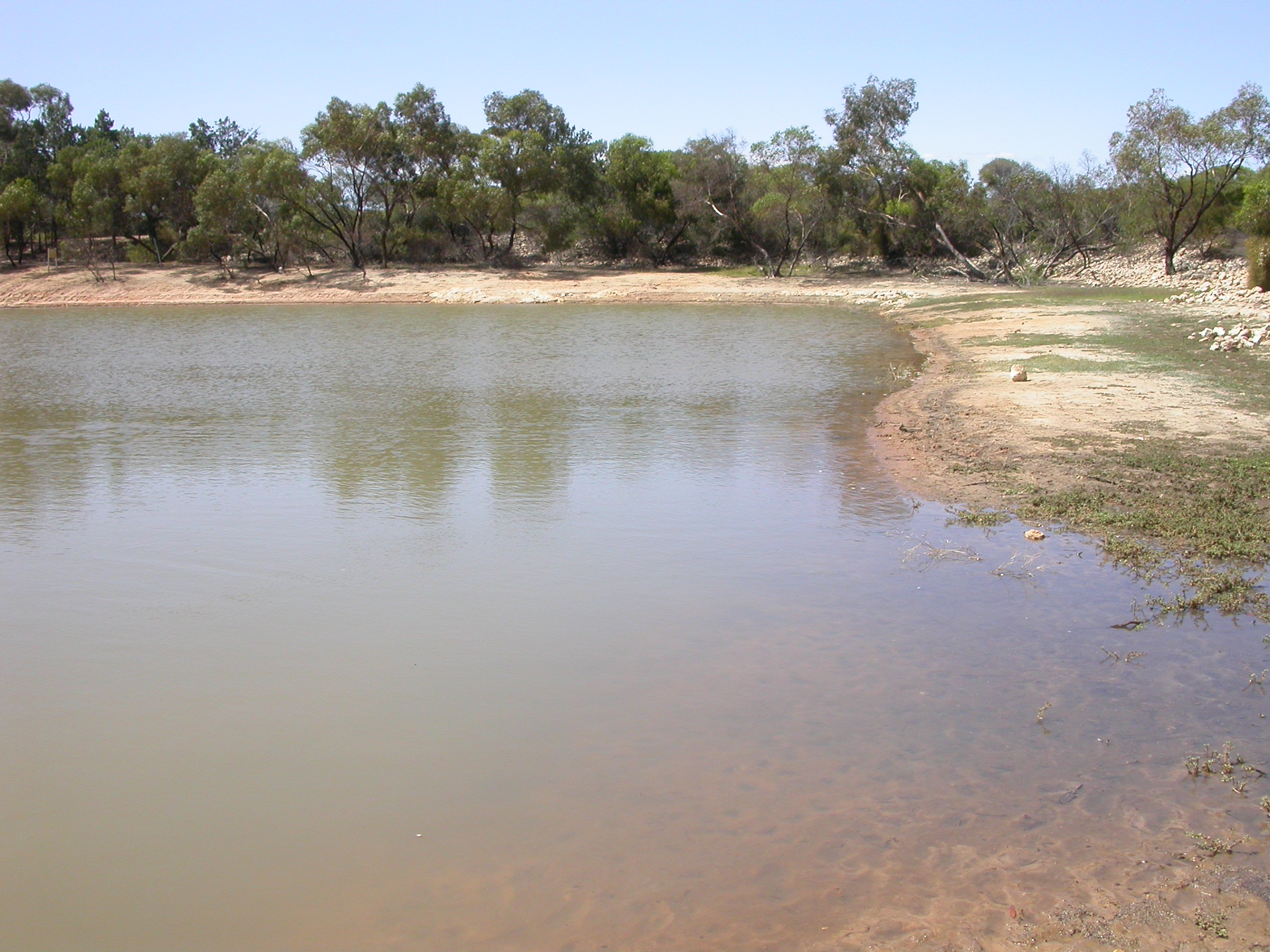